# بخش سوخو
بخش سوخو (به سوئدی: Sävsjö kommun) یک ناحیه شهری در سوئد است که در شهرستان یونشوپینگ واقع شده‌است.